# 堅固に保護された条項
堅固に保護された条項（けんごにほごされたじょうこう、英語: entrenched clause）は、基本法または憲法において、ある改正を、通常の改正より困難か、または不可能である（認められない）とする規定（が適用される条項）である。規定は例えば、半数を超える賛成を要する、あるいは直接投票を要する、もしくは他の党派の同意を要するなど。

## 概要
一つの堅固に保護された条項は、後の改正を妨げる意図の場合、ひとたび採択され正しく起草されたものとして規定されると、当該基本法または憲法の、ある部分を、革命権（抵抗権）の主張に依る場合を除き、変更できないようにする。
当該基本法または憲法の改正は、有効な「堅固に保護された条項」の中で正式に述べられている必須条件を満たさない場合、その改正内容はすべて「違憲の憲法」となる。つまり、その憲法本文の改正が憲法と言えるのは、形式についてのみである。そのように憲法と言えなくなるのは、それが立法された手続きに関して違憲である場合もあり、あるいはその規定の重要な内容に関して違憲である場合でも、そうである。
堅固に保護された条項は、いくつかの場合には、多数派主義（en:Majoritarianism）の危険から少数者の権利を守ることを根拠としている。あるいは他のケースとしては、堅固に保護された条項の目的は、その基本法あるいは憲法で正式に述べられている根本的な原則をゆがめるような改正を、妨げることであろう。特に、法に基づいた独裁国家の生成を妨げるために。
しかし堅固に保護された条項は、民主的ではないとして、その反対陣営から、しばしば異議を唱えられる。

## 用語について

### 英語
エントレンチ（英語: entrench）の原義は、塹壕を掘ることである。塹壕とは、戦場で防衛のために設ける設備であり、「エントレンチ」は塹壕で囲んで自衛するがごとく、外的要因による変更をある程度防止して、確固たる地位・状態を確立していることを意味する。
憲法などの議論においては、「エントレンチ」は、改正に通常より厳重な手続きが規定されていることを比喩した表現となっている。（実際の改正の多寡ではない。）
「エントレンチ」（名詞ではエントレンチメント（英語: entrenchment））という用語がアメリカ学界で一般化したのは1987年以降とされている
。

### ドイツ
後述するとおり、ドイツ連邦共和国基本法には、永久条項（en:Eternity clause）（ドイツ語: Ewigkeitsklausel）という表現で名付けられた条項がある。
なお、それ以外のドイツ連邦共和国基本法の改正も、第79条で通常の法改正より厳しい条件が課せられているが、2003年までに50回の改正がされている
。

### 日本
日本の学界では、英語: entrenchmentを、「エントレンチメント」とカタカナ表記する事が多い。あるいは、「保障が確保された」と表現されている場合もある。。
日本の「硬性憲法」の英訳が、"entrenched constitutional provision"等、"entrenched"を形容詞とする語句とされる場合がある。
英語およびドイツ語では、堅固に保護された条項（英語: entrenched clause）等、保護を条項毎の属性として扱う用語・用法が存在するが、日本では学界における前記の『エントレンチメント』という片仮名表記（パラフレーズ）に留まっている。

## 事例

### オーストラリア
オーストラリア議会は英国の原則である議会主権を継承しており、通常の立法で自身を堅固に守ることはしない。それゆえ、「1953年の国旗に関する立法」で国旗の変更が禁止されたが、その後の通常の法律改正により、この変更禁止条項は削除された。
オーストラリア連邦憲法は英国議会の立法であることの権威で守られている。オーストラリア連邦議会は、その文言に応じた改正を行うことのみできる。これらは第128節section 128に述べられている。オーストラリアの法律を改正する英国議会の権限については、en:Statute of Westminster Adoption Act 1942 およびen:Australia Act 1986によって廃止された。
州法は、州議会の手続きや権限および組織に関して、Australia Act 1986の第6節などに効力が由来する州法に規定された、あらゆる制限に従う必要がある。この効力は、州のすべての組織に及ぶわけではなく、クイーンズランド州の議会は改正の禁止を無視したことがある。したがって、堅固に保護された条項が実際には守られていないと言うことはあり得る。州法の中に実際に堅固に保護された条項を持つことを、妨げることによって。

### ブラジル
ブラジル憲法（en:Constitution of Brazil）の堅固に保護された条項は、第60条第4項に列挙されている。
次の事項を廃止しようとする改正提案は検討してはならない：

I - 州の連邦形態

II - 直接、秘密、全員の定期的な投票

III - 政府の権力の分立

IV - 個人の権利と保障

### ボスニア・ヘルツェゴビナ
ボスニア・ヘルツェゴビナ憲法（en:Constitution of Bosnia and Herzegovina）の第10条は、改正手続きを定義しており、第2項において、第2条で制定されている権利と自由は、除去したり減らすことはできないこと、そして第2項自身も変更できないことを、規定している。

### チェコ共和国
チェコ共和国憲法（en:Constitution of the Czech Republic）第9条は憲法の補正および改正について、「民主的で遵法的な国家の本質的な必要条件は、改正することができない」と規定している。
チェコ共和国の憲法裁判所（en:Constitutional Court of the Czech Republic）は2009年にこの規定を発動したことがあり、一度限りの早期の総選挙を実施するために採択された法律（Constitutional Act）を取り消した。取り消された法律は、その時点で有効な、早期選挙に関する手続きについての憲法の規定に違反した決定と見なされた。

### エジプト
エジプト憲法は、改正手続を定義する第226条で、「すべての場合において、この憲法に規定された共和国大統領の再選または自由と平等に関する条文は、その修正がより多くの保証を与えるものでない限り、修正することはできない」としている。
しかし、この第226条は2019年の憲法改正を阻止できなかった。この改正によって、「大統領は一度しか再選されることができない」とする条項が「大統領は二選より多く務めることができない」と修正され、大統領アブドルファッターフ・アッ＝シーシーに限っては修正の例外として3期目の出馬を認めるとする条項が追加された。また、大統領任期は1期4年から6年に延長された。

### フランス
フランス共和国憲法は第16章の第89条で、改正について「共和政体は改正の対象にすることはできない」と規定しており、君主制(王政や帝政など)の復活を禁じている。

### ドイツ
ドイツ連邦共和国基本法は、その永久条項（en:eternity clause）(第79条 第3項)において、次に該当する事項は、あらゆる改正は認められないと、規定している。
連邦共和国が州で構成されなくなる、あるいは州が連邦の法制定手続きに参加する権利を失う、またはもし第1条および第20条の基本原理に改正が及ぶ場合など。

#### 基本原理
次のものである
- すべての当局の義務：「人の尊厳は不可侵である。それを尊重し守ることは、すべての当局の義務である」(第1条)
- 人権の公認：「ドイツの人々はそれゆえ不可侵で不可譲の人権を、すべてのコミュニティ、平和、および世界の正義の基礎として認める」(第1条第2項)
- 直接執行可能な法：「次に述べる基本的権利は、立法、行政、司法に、直接執行可能な法として義務づける」(第1条第3項)
- 共和制（政府の形態）：(第20条第1項)
- 連邦制度：(第20条第1項)
- 社会福祉制度： (第20条第1項)
- 人民主権：「すべての当局の権威は、人民から生じている」 (第20条第2項)
- 民主主義：「すべての当局の権威は、投票および選挙による人々により、また具体的な立法機関、行政機関、司法機関により行使される」(第20条第2項)
- 法の支配：「立法は憲法の秩序の支配下にある。行政および司法は法律に縛られる」(第20条第3項)
- 権力の分立：「具体的な立法機関、行政機関、司法機関は、それぞれ、法律に縛られる」(第20条第2､3項)

この永久条項の元の目的は、あらゆる独裁の樹立はドイツでは明確に違法であることを保証することである（戦う民主主義）。訴訟においては、この条項は、第1条、第10条、第19条、第101条、そして第103条に影響する憲法改正に対して、法的な根拠として連邦憲法裁判所で異議を唱える原告により使われた。

### ギリシャ
ギリシャ憲法（en:Constitution of Greece）第110条は、ギリシャを議会共和制として確立させている基本的な条項を除いて、憲法のすべての条項が国会によって修正されうることを規定している。

### ホンジュラス
ホンジュラス憲法（en:Constitution of Honduras）には、その条項自身および所定の他の条項について、いかなる状況でも変更不可能であると規定しているものがある。第374条はこのような改変禁止について断言しており、「いかなる場合も、この直前の条項、本条、政府の形態、国の領土、大統領の任期、共和国大統領の再任禁止、次に任期に共和国大統領となり得ないことの結果として何らかの役職に就いている市民に言及する憲法条文を改変することは不可能である」と規定している
この改変禁止項目は、2009年のホンジュラス憲法危機（en:2009 Honduran constitutional crisis）で重要な役割を果たした。

### アイルランド
意図しなかった方法で保護が蝕まれたために結局、目的を果たせなかった条項保護の例がいくつか存在する。アイルランド自由国憲法（en:Irish Free State Constitution）は、忠誠の誓いおよび国王の代理を含めて、1922年の英愛条約と矛盾しないよう部分的に求められていた。この保護のための抑制の仕組みは、アイルランド人による総督への勧告の掌握により、また上院（en:Seanad_Éireann_(Irish_Free_State)）が妨げであると証明したときに、削除された。

### マレーシア
別の例として、マレーシア憲法（en:Constitution of Malaysia）の一部の保護がある。それはマレーシア憲法の一部でマレーシアの社会契約（en:Social_contract_(Malaysia)）に関する部分であって、中国系（en:Chinese_Malaysian）およびインド系（en:Indian_Malaysian）の実質的な移民に対して、現地のマレー人の特別な地位を認めることの代わりに市民権を保護することを明記している。マレーシア憲法には、当初は条項の保護はなかった。それどころか、後に保護対象となった項目の一つ第153条は、当初は失効することを意図されていた。しかし、人種問題の暴動（en:May_13_incident）が1969年5月13日に発生した後、1971年に議会は憲法改正を通過させた。この改正で第152条、第153条、第181条、および第3部に異議を唱えることを犯罪として扱うことが認められた。
第152条はマレー語を公用語としている。第153条はマレー人の特別な特権を認めている。第181条はマレー人の支配者（複数）（en:Malay rulers）の地位を扱っている。そして第3部は市民権に関する事項を扱っている。制限は議会のメンバーにもおよび、憲法のこれらのセクションの改廃について、事実上修正不可能にしている。しかし、それらをさらに保護するために、第159条(5)の改正がされた。それは憲法改正に関する内容であり、第159条(5)と同様に、統治者たち（マレー州の統治者（複数）および他の州の知事で構成される、選挙で選ばれたのではない会）の協議会（en:Conference_of_Rulers）の同意なしには、前述の複数の項目の改正を禁止している。

### モロッコ
モロッコ憲法（en:Constitution of Morocco）には、永遠の条項が存在し、いくつかの規定が改変不可能であることを保障している。その中には、イスラム教の国教としての役割、および法律におけるモロッコ国王（en:King of Morocco）の役割が含まれている。

### 南アフリカ
南アフリカ連邦の最初の憲法も、改変からの保護に失敗した例となる。この憲法の堅固に保護された条項は、いくつかの有色人種を含めて選挙権を保護していた。しかし、有色人種選挙権の憲法危機（en:Coloured vote constitutional crisis）として知られている、上院と最高裁判所を政府の支持者で固めた事件の後、彼らは選挙権を失った。

### トルコ
トルコ憲法（en:Constitution of Turkey）の第1部の第4条には、「第1条の共和国としての形態を制定している規定、第2条の共和国の特性についての規定、および第3条については、改正されるべきでなく、改正が提案されるべきでない」と記述されている。

### アメリカ合衆国
アメリカ合衆国憲法の認められない改正（en:inadmissible constitutional amendments）の例として、第5条（en:Article Five of the United States Constitution）は二つの堅固に保護された条項を含んでいる。
一つは、国際的な奴隷貿易に関してあらゆる憲法改正を禁じていた。この条項は1808年に失効した。
もう一つは今でも有効で、「各州は、同意なしには、上院での平等な選挙権を奪われない」と書かれている。この条文は、上院の構成を変える改正は満場一致の承認を要すると、解釈されてきた。 
しかし、条文は、もし各州の平等な代議権が維持されるならば、上院の規模は通常の改正より変更可能であると、示している。この条項は、それ自身を保護していないように見える。つまり、それに明記された文言で自身の改正ないし廃止を禁じていない。ゆえに、誰かが、まずこの条項の廃止を行い、そして続く改正で上院の平等を廃止することが可能である。
奴隷制に関する憲法改正を禁じる内容のコーウィン改正（en:Corwin_Amendment）（1861年）も、堅固に保護された条項となる可能性があったかもしれない。

### イギリス
イギリスは、これまで軟性憲法の例とされており、議会主権すなわち「エントレンチメント（entrenchment）の禁止」が当然であった。しかし、EUとの関係において、例えば基本的人権は議会といえども侵害できないと明言されるべきものとなり、2005年に最高裁判所に法律を審査する権限が付与された。
この結果、イギリスにおいても議会主権の例外となる硬性化／堅固な保護が生まれたとする見解がある。

### 日本
日本国憲法が作成された過程において、国民に保証する権利などについて改正を不可能とする条項が、検討された。
また、別の案として、特定の章についてのみ改正に国民投票を要するとしたものもあった。
しかし民政局での議論等を経て最終的には、どの条文の改正も同じルール（国民投票を要する）とする内容となった。

### 企業の規定
法人の規約にも堅固に保護された規定が設けられることもある。ある種の株式会社（en:Company_limited_by_guarantee）の定款および規約はその例であり、共有制の原則が堅固に守られていることがある。この慣行は、会社のメンバーが会社を解散すること、資産をメンバーで分配することを、ほぼ不可能にする。この考えは、英国で最近、アセットロック（en:asset lock）を具体化するCIC（en:community interest company）の発明により拡張されている。